# Pyloroplastik
Mit Pyloroplastik wird in der Medizin eine Operation bezeichnet, bei der ein eingeengter Magenausgang erweitert wird, um die Magenentleerung zu erleichtern. Der Eingriff gehört zu den Enteroplastiken bzw. Drainageoperationen.

## Indikation
Eine Pyloroplastik kann angezeigt sein bei:
- Magenausgangsstenose
- Ulcus duodeni
- vor Magenhochzug
- zusammen mit einer Fundoplikatio

## Operationsprinzip
Die erste dokumentierte Operation erfolgte im Jahre 1886 durch Walter Hermann von Heineke, im Jahre 1888 führte Johann von Mikulicz eine vergleichbare Operation wegen eines Magengeschwüres durch. Nach diesen beiden Chirurgen wird das angewendete Verfahren als Pyloroplastik nach Heineke-Mikulicz bezeichnet. Die entscheidenden Vorarbeiten zur modernen operativen Therapie der kongenitalen Pylorusstenose leistete Wilhelm Weber in Dresden mit seiner Methode der partiellen Pyloroplastik, welche 1912 von Conrad Ramstedt verbessert wurde.
Der Eingriff kann laparoskopisch oder offen erfolgen.
Es gibt verschiedene Operationstechniken:
- Pyloromyotomie nach Ramstedt-(Weber): Längsschnitt der ringförmigen Muskulatur am Pylorus und Aufdehnung ohne Eröffnung der Schleimhaut, bei der hypertrophen Pylorusstenose des Säuglings[9]
- Pyloroplastik nach Heineke-Mikulicz: Längsinzision und querer Verschluss des Pylorus, Erweiterungsplastik[10]
- Pyloroplastik nach Finney: Längsschnitt des Pylorus und des vorderen Ende des Duodenums, Anastomosierung Seit-zu-Seit (Gastroduodenostomie)[11]
- Pyloroplastik nach Jaboulay: Eröffnung des Magens oberhalb und des Duodenums unterhalb des Pylorus, Anastomosierung Seit-zu-Seit mit Umgehung des Pylorus[12]

Oft wird der Eingriff kombiniert mit einer Vagotomie durchgeführt.
Eine Alternative kann bei entsprechender Indikation eine Ballondilatation sein.